# Ngôn ngữ đơn lập
Đây là một trong bốn loại hình ngôn ngữ quan trọng của thế giới: loại hình ngôn ngữ đơn lập hay còn gọi là ngôn ngữ cách thể, loại hình ngôn ngữ chắp dính (ngôn ngữ giao kết), loại hình ngôn ngữ hòa kết, loại hình ngôn ngữ lập khuôn.
Ở đây có hai cách hiểu: đơn lập về ngữ âm và đơn lập về ngữ pháp. Đơn lập về ngữ âm giống như tính đơn tiết của từ hay hình vị. Đơn lập về ngữ pháp nói đến tính độc lập của từ hoạt động trong câu do đặc điểm cấu tạo từ không có sự phân chia thành căn tố và phụ tố.

## Đặc điểm
Mỗi hình vị là một đơn vị cú pháp cách biệt tương đương với một từ, có thể di chuyển được trong câu.

### Về ngữ pháp
Xét về mặt cấu tạo, trong cấu trúc của từ không có sự phân chia hai bộ phận: thực (căn tố) và hư (phụ tố). Đặc điểm này khác với ngôn ngữ Ấn-Âu, từ được cấu tạo bởi hai bộ phận: một bộ phận mang ý nghĩa từ vựng (căn tố) và một bộ phận mang ý nghĩa ngữ pháp (phụ tố). Từ trong ngôn ngữ đơn lập do căn tố hoặc sự kết hợp giữa các căn tố tạo thành.
Xét về mặt hình thái từ: Từ không biến đổi hình thái.
Quan hệ ngữ pháp và ý nghĩa ngữ pháp được thể hiện bằng các phương tiện ngoài từ: trật tự từ, hư từ, ngữ điệu
- Ví dụ: Trật tự từ:
+   cửa trước- trước cửa
+   xanh mắt - mắt xanh
+    nhà nước - nước nhà
- Hư từ: đọc  - đã đọc
+ đang đọc
+ sẽ đọc                     
+ cuốn vở - những cuốn vở
Phạm trù từ loại không được thể hiện rõ ràng bằng các dấu hiệu hình thức. Người ta chỉ có thể nhận diện từ loại dựa vào khả năng kết hợp và cương vị cú pháp.
Ranh giới giữa cụm từ và từ ghép khó phân biệt rõ ràng.
- Ví dụ: xe đạp - cụm từ
```
  - từ ghép
```

Mệnh đề không được đánh dấu rõ ràng
- Ví dụ: Cô gái này rất đẹp là kết cấu chủ vị
-  Một cô gái rất đẹp ngối dưới gốc cây thì một cô gái rất đẹp là danh ngữ, kết cấu ngữ.
Có loại từ

### Về ngữ âm
Tồn tại mối quan hệ rõ ràng giữa hình vị và âm tiết. Ranh giới giữa hình vị trùng với ranh giới âm tiết tạo nên hình tiết. Hình tiết là một đơn vị có vỏ ngữ âm là âm tiết, có khi được dùng với tư cách một từ, có khi được dùng với tư cách là yếu tố cấu tạo từ.
Âm tiết trong ngôn ngữ đơn lập có cấu trúc chặt chẽ. Mỗi âm vị nằm ở vị trí nhất định, có chức năng nhất định. Trong khi đó, âm tiết trong ngôn ngữ Ấn- Âu là tổ hợp tự do của các âm vị, không có mối quan hệ thứ bậc trong các âm vị trong âm tiết.
Hầu hết các ngôn ngữ đơn lập có thanh điệu

## Các tiểu loại

### Tiêu chí phân loại
Dựa trên tiêu chí trật tự từ, loại từ và cấu trúc âm tiết.
```
Qui ước: N: Danh từ trung tâm
  N1: Danh từ làm định ngữ
  A: Tính từ làm định ngữ
  O: Bổ ngữ
  V: Động từ
  S: 
Chủ ngữ
```

### Kết quả
Dựa trên tiêu chí trật tự từ chia ra làm tám loại
1. N1N (Danh từ làm định ngữ + Danh từ trung tâm)
2. NN1 (Danh từ trung tâm + Danh từ làm định ngữ)
3. AN (Tính từ làm định ngữ+ Danh từ trung tâm)
4. NA (Danh từ trung tâm + Tính từ làm định ngữ)
5. OV (Bổ ngữ + Động từ)
6. VO (Động từ +Bổ ngữ)
7. VS (Vị ngữ + Chủ ngữ)
8. SV (Chủ ngữ +Vị ngữ)

Phân loại dựa vào một cơ sở trong cấu trúc câu: cơ sở trật tự chính giữa các thành phần mà cụ thể là trật tự đối đáp giữa chủ ngữ và vị ngữ, giữa bổ ngữ và động từ, giữa định ngữ và từ được hạn định.
Tiếng Việt có chỉ số 246, Tiếng Hán có chỉ số 136, Tiếng Tây Tạng, Miến Điện có chỉ số 145, Tiếng Mèo, Dao có chỉ số 146
Dựa vào tiêu chí loại từ
Trong các ngôn ngữ này, danh từ không kết hợp trực tiếp với số từ mà phải có một từ đứng trung gian để chỉ đơn vị: những đơn vị có ý nghĩa chân thực và những đơn vị có tính chất hư: loại từ.
Loại từ có trường hợp bắt buộc - không bắt buộc, có trường hợp đứng trước danh từ - sau danh từ.
Kết quả: Chia làm ba loại
Loại 1 (Tiếng Hán hiện đại, tiếng Việt): Số từ + Loại từ + Danh từ. 
Loại 2 (Tiếng Hán cổ đại, Khmer, Miến Điện):  Danh từ + Số từ + Loại từ. 
Loại 3 (Tiếng Tây Tạng): Danh từ + Loại từ + Số từ.
Dựa vào đặc điểm cấu trúc âm tiết
```
 Loại 1: Tiểu loại hình cổ: Tiếng Hán cổ, Khmer, Tây Tạng cổ, Nam Á.
 Vế mặt ngữ âm: - Đầu âm tiết có thể có tổ hợp phụ âm đầu
    - Có hệ thống phụ âm cuối rất phong phú bao gồm các âm xát và các âm l,r
    - Chưa có thanh điệu hoặc mới bắt đầu có 1 hệ thống thanh điệu ở giai đoan manh nha.
 Về mặt ngữ pháp: - Hình vị chưa thực sự trùng với âm tiết, có thể có tiền tố hoặc hậu tố
    - Việc dùng từ loại chưa có tính chất bắt buộc
 Loại 2: Tiểu loại hình trung: Tiếng Hán trung đại, tiếng Việt, tiếng Thái, tiếng Dao, PN Phúc Kiến, Quảng Đông.
 Về mặt ngữ âm: - Đầu âm tiết đã mất hết hoặc hầu hết tổ hợp phụ âm đầu
    - Âm cuối có sự đối lập giữa âm mũi và phi âm mũi
    - Hệ thống thanh điệu phong phú hơn
 Về mặt ngữ pháp: - Hình vị về cơ bản trùng với âm tiết
    - Không có hiện tượng tiền tố và hậu tố
    - Số lượng hư từ nhiều hơn
 Loại 3: Tiểu loại hình mới: PN Bắc Kinh, Miến Điện, Mèo
 Về mặt ngữ âm: - Hệ thống âm cuối nghèo nàn hoặc triệt tiêu hoàn toàn
    - Hệ thống thanh điệu giảm xuống
    - Số lượng âm tiết giảm mạnh, số lượng đồng âm tăng lên
 Về mặt ngữ pháp: - Nhiều hình vị hư cũng có thể trở thành âm tiết mở, có kinh thanh
    - Có hiện tượng dùng hình vị hư để tạo dạng thức cho các thành phần mệnh đề.
```